# متحف كارتر آمون للفن الأمريكي
متحف آمون كارتر للفن الأمريكي (أكما) يقع في فورت وورث، تكساس، في حي المدينة الثقافية. يوجد في التحف محموعة من اللوحات المميزة والتصوير الفوتوغرافي والنحت ويعمل على ورقة مقدمة من كبار الفنانين الذين يعملون في الولايات المتحدة والأقاليم التابعة لها في أمريكا الشمالية في القرنين التاسع عشر والعشرين. أكبر تركيز للأشغال يندرج ضمن الفترة من 1820s خلال الأربعينات من القرن الماضي. الصور الفوتوغرافية والمطبوعات وأخرى على الورق وتم إنتاجها حتى يومنا وتعد مجالاً للقوة في موجودات المتحف أيضا.